# Xenochlorodes cremonaria
Xenochlorodes cremonaria är en fjärilsart som beskrevs av Otto Staudinger 1897. Xenochlorodes cremonaria ingår i släktet Xenochlorodes och familjen mätare. Inga underarter finns listade i Catalogue of Life.